# 1870
- Wikisource

| Calendário gregoriano                                                        | 1870 MDCCCLXX                       |
| Ab urbe condita                                                              | 2623                                |
| Calendário arménio                                                           | 1319 – 1320                         |
| Calendário bahá'í                                                            | 26 – 27                             |
| Calendário budista                                                           | 2414                                |
| Calendário chinês                                                            | 4566 – 4567 Início a 31 de janeiro  |
| Calendário copta                                                             | 1586 – 1587                         |
| Calendário etíope                                                            | 1862 – 1863                         |
| Calendários hindus - Vikram Samvat - Calendário nacional indiano - Cáli Iuga | 1925 – 1926 1791 – 1792 4970 – 4971 |
| Calendário Holoceno                                                          | 11870                               |
| Calendário islâmico                                                          | 1287 – 1288                         |
| Calendário judaico                                                           | 5630 – 5631                         |
| Calendário persa                                                             | 1248 – 1249 Início a 21 de março    |
| Calendário rúnico                                                            | 2120                                |
| Calendário solar tailandês                                                   | 2413                                |

1870 (MDCCCLXX, na numeração romana) foi um ano comum do século XIX do actual Calendário Gregoriano, da Era de Cristo, e a sua letra dominical foi B (52 semanas), teve início a um sábado e terminou também a um sábado.
| Ano completo                   |
| ------------------------------ |
| Ano comum com início ao sábado |

## Eventos
- Charles Taze Russell, juntamente com um grupo de pessoas, iniciam um programa de estudo da Bíblia. Esse grupo atualmente é o movimento religioso das Testemunhas de Jeová.
- Elevação da vila portuguesa da Covilhã à categoria de cidade.
- Unificação Italiana.
- Surgiu no sertão nordestino, um líder religioso chamado Antônio Vicente Mendes Maciel, o Conselheiro. Ele exerceu na juventude várias ocupações, até mesmo a de professor.
- Data indicada como a do início do declínio do comércio da Laranja na ilha de São Jorge, Açores.
- Nesta data o Porto Judeu, deixa de estar adstrito à Vila de São Sebastião e passa a integrar o concelho de Angra do Heroísmo.
- Com o desmembrar do concelho da Vila de São Sebastião, a freguesia do Raminho é integrada no concelho de Angra do Heroísmo.

### Janeiro
- 2 de janeiro - Começa a ser construída a Ponte de Brooklyn.

### Fevereiro
- 5 de fevereiro - Início da publicação do Diário dos Açores.[1]
- 25 de fevereiro - Nos Estados Unidos, Hiram R. Revels, um membro do Partido Republicano, representando o estado do Mississipi, é o primeiro negro a ser eleito para o Senado. Ele assume o seu posto ao jurar servir no mandato provisório em substituição do Senador Jefferson Davis.

### Março
- 1 de março - Guerra do Paraguai: o Marechal Francisco Solano López morre durante a Batalha de Cerro Corá, marcando assim o fim da guerra.
- 19 de março - Estreia da ópera "Il Guarany", de Carlos Gomes, no Teatro Scala de Milão.

### Abril
- 1 de abril - A Vila do Topo inserida no concelho da Calheta, ilha de São Jorge.
- 8 de abril - Encerramento da Guerra do Paraguai.

### Julho
- 18 de julho - Encerramento do concílio Vaticano I, iniciado em 8 de dezembro de 1869, vigésimo concílio ecumênico da Igreja católica.
- 19 de julho - Início da Guerra Franco-prussiana.

### Setembro
- 1 de setembro - Batalha de Sedan.
- 20 de setembro - Tomada de Roma

### Dezembro
- 17 de dezembro - É fundado o Clube Alemão em Lisboa.
- 18 de dezembro - Fim do Primeiro Concílio do Vaticano.
- 26 de dezembro - Junto à Fajã de Cima, a cerca de 300 metros a leste da Lagoa da Fajã de Santo Cristo Ilha de São Jorge, naufraga o lugre "Spindrift",[2] embarcação de origem inglesa.

## Nascimentos
- 22 de abril - Vladimir Lenin, revolucionário russo (m. 1924).
- 2 de maio - William Seymour, pastor estadunidense, iniciador do Pentecostalismo (m. 1922)
- 24 de julho - Alphonsus de Guimaraens, poeta brasileiro. (m. 1921)
- 23 de setembro - Gastão Raul de Forton Bousquet, abolicionista, poeta, jornalista, autor teatral, escritor brasileiro. (m. 1918)
- 21 de julho - Agostinho de Campos, professor universitário, jornalista e escritor português (m. 1944)
- 27 de novembro - Juho Kusti Paasikivi, presidente da Finlândia de 1946 a 1956 e primeiro-ministro da Finlândia em 1918 e de 1944 a 1946 (m. 1956).
- 5 de dezembro Manuel Pedro dos Santos O Baiano, Primeiro cantor a gravar discos no Brasil e na América Latina. (m. 1944)

- 8 de dezembro - José María Moncada, presidente da Nicarágua de 1929 a 1933 (m. 1945).
- 9 de dezembro - Francisco Carvajal, presidente do México em 1914 (m. 1932).

- 14 de dezembro - Karl Renner, foi um político austríaco e presidente da Áustria de 1945 a 1950 (m. 1950).[3]

## Mortes
- 10 de janeiro - António Joaquim da Fonseca jornalista e político português (n. 1839).
- 12 de maio - Benedikt Waldeck, político alemão (n. 1802).
- 7 de junho - Marquês de Olinda, Regente e Primeiro-Ministro do Império do Brasil (n. 1793).
- 23 de setembro - Prosper Mérimée, arqueólogo e escritor francês (n. 1803).
- 25 de outubro - Teotónio de Ornelas Bruges Paim da Câmara n. 1807, 1.º visconde de Bruges e 1.º conde da Praia.
- 29 de julho - Roberto Luís de Mesquita Pimentel n. 1785, foi um militar e político açoriano.

## Por tema
- 1870 na arte
- 1870 no Brasil
- 1870 na ciência
- 1870 no desporto
- 1870 no jornalismo
- 1870 na literatura
- 1870 na música